# Trespassers William
Trespassers William var ett indierock/drömpop-band som var känd för sin eteriska framtoning. Bandet bildades 1997 i södra Kalifornien, men flyttade senare till  Sodo/Capitol Hill-området i Seattle, Washington.

## Medlemmar
- Matt Brown - gitarr, keyboard, piano, basgitarr (1997-2012)
- Anna-Lynne Williams ("Lotte Kestner") - sång, gitarr (1997-2012)
- Josh Gordon - trummor, gitarr, basgitarr (1999-2001)
- Ross Simonini - basgitarr, keyboard (2002-2009)
- Nathan Skolrud - trummor (2006-2009)
- Jamie Williams - trummor (2001-2006)
- Jeff McCullough - keyboard, dragspel (1999-2001)

## Diskografi
Studioalbum
- Anchor (1999)
- Different Stars (2002)
- Having (2006)
- New Songs & Outtakes (2012)

EP
- Fortune / Far Too Far (2003)
- Live Session (2005)
- Noble House (2007)
- The Natural Order of Things (2009)

Singlar
- Vapour Trail (2003)
- Lie in the Sound (2004)
- Hold (2011) (Leaves & Trespassers William)
- Survive (2011)

Samlingsalbum
- B-Sides (2011)
- Cast (2012)